# Corvospongilla zambesiana
Corvospongilla zambesiana är en svampdjursart som först beskrevs av James Barrie Kirkpatrick 1906.  Corvospongilla zambesiana ingår i släktet Corvospongilla och familjen Spongillidae. Inga underarter finns listade i Catalogue of Life.